# Alsacia (métro de Madrid)
Alsacia est une station de la ligne 2 du métro de Madrid, en Espagne.

## Situation
La station se situe entre La Almudena au nord-ouest, en direction de Cuatro Caminos, et Avenida de Guadalajara au nord-est, en direction de Las Rosas. Elle est établie sous la place d'Alsace, à la jonction des quartiers d'Arcos, de l'arrondissement de San Blas-Canillejas, et de Pueblo Nuevo, de l'arrondissement de Ciudad Lineal.

## Historique
La station est mise en service le 16 mars 2011, quand est ouvert le prolongement de la ligne entre La Elipa et Las Rosas.

## Service des voyageurs

### Accueil
La station possède deux accès équipés d'escaliers et d'escaliers mécaniques, ainsi que deux accès direct par ascenseurs depuis l'extérieur.

### Intermodalité
La station est en correspondance avec les lignes de bus no 70, 106, 140, 165, SE723 et E2 du réseau EMT, ainsi qu'avec la ligne d'autobus interurbain no 287.